# Mário de Araújo Cabral
Mário Veloso de Araújo Cabral (IPA: ['maɾju vɨ'lozu dɨ ɐɾɐ'uʒu ka'βɾaɫ]), znan tudi kot Nicha Cabral (IPA: ['niʃɐ ka'βɾaɫ]), portugalski dirkač Formule 1, * 15. januar 1934, Cedofeita, Portugalska, † 17. avgust 2020.

## Življenjepis
Debitiral je na domači dirki za Veliko nagrado Portugalske v sezoni 1959, kjer je zasedel deseto mesto. V sezonah  1960, 1963 in 1964 je nastopil na po eni dirki, toda vselej odstopil.

## Popolni rezultati Formule 1
(legenda) (odebeljene dirke pomenijo najboljši štartni položaj, poševne pa najhitrejši krog, †-uvrščen kljub odstopu)
| Leto | Moštvo                         | Šasija             | Motor               | 1   | 2   | 3   | 4   | 5   | 6       | 7       | 8       | 9   | 10  | Prv | Toč |
| ---- | ------------------------------ | ------------------ | ------------------- | --- | --- | --- | --- | --- | ------- | ------- | ------- | --- | --- | --- | --- |
| 1959 | Scuderia Centro Sud            | Cooper T51         | Maserati Straight-4 | MON | 500 | NIZ | FRA | VB  | NEM     | POR 10  | ITA     | ZDA |     | -   | 0   |
| 1960 | Scuderia Centro Sud            | Cooper T51         | Maserati Straight-4 | ARG | MON | 500 | NIZ | BEL | FRA     | VB      | POR Ret | ITA | ZDA | -   | 0   |
| 1963 | Scuderia Centro Sud            | Cooper T60         | Climax V8           | MON | BEL | NIZ | FRA | VB  | NEM Ret | ITA DNS | ZDA     | MEH | JAR | -   | 0   |
| 1964 | Derrington-Francis Racing Team | Derrington-Francis | ATS V8              | MON | NIZ | BEL | FRA | VB  | NEM     | AVT     | ITA Ret | ZDA | MEH | -   | 0   |